# 里奥内格里纽
里奥内格里纽是巴西圣卡塔琳娜州的一个市镇。总面积908.391平方公里，总人口42144人，人口密度46.4人/平方公里。